# Gerrie Britz
Gerrie Britz   (Bloemfontein, 14 d'abril de 1978) Gert (Gerrie) Jacobus Johannes Britz, és un jugador de rugbi a 15 que ocupa la posició de segona línia. Ha jugat amb l'equip de Sud-àfrica. Es va retirar de la competició la temporada 2011/2012.

## Carrera
Gerrie Britz, un jugador capaç de jugar en un lloc de bloqueig o més enrederit va iniciar la seva carrera amb l'equip dels Free State Cheetahs a la Currie Cup el campionat nacional de rugbi a Sud-àfrica. Va ser una excel·lent temporada dels Cheetahs a la Super Rugby i el 12 de juny del 2004, Gerrie Britz, va debutar i guanyar el Tri-Nations contra Irlanda al Free State Stadium, amb la Selecció de rugbi XV de Sud-àfrica. Després de jugar amb l'equip Stormers dues temporades a finals del 2007 va anar a jugar a l'equip USAP de Perpinyà, hi va jugar cinc temporades i aconseguint el títol de campionat Top 14 del 2009. La temporada 2011/2012 Britz, es va retirar del rugbi professional.

### Equip provincial
- Central Cheetahs
- 2004-2007 : Western Província

### Club
- 2003-2004 : Cats
- 2004-2006 : Stormers
- 2007- : USAP

Ha jugat deu partits de Top 12 el 2005 i vuit partits de Top 14 el 2006.

### Selecció
- Va disputar el seu primer partit amistós el 12 de juny de 2004 contra l'equip d'Irlanda.[1]
- 12 partits amb la Selecció de rugbi de Sud-àfrica.